# Alloxysta nigrita
Alloxysta nigrita är en stekelart som först beskrevs av Thomson 1862.  Alloxysta nigrita ingår i släktet Alloxysta, och familjen glattsteklar. Arten är reproducerande i Sverige.